# Calamus spicatus
Calamus spicatus är en enhjärtbladig växtart som beskrevs av Andrew James Henderson. Calamus spicatus ingår i släktet Calamus och familjen Arecaceae. Inga underarter finns listade i Catalogue of Life.